# نيسرية محبة لللبن
نيسرية محبة لللبن (الاسم العلمي:Neisseria lactamica) هي نوع من البكتيريا تتبع جنس النيسرية من فصيلة نظيرات النيسرية.